# Вест-Ліберті (Західна Вірджинія)
Вест-Ліберті (англ. West Liberty) — місто (англ. town) в США, в окрузі Огайо штату Західна Вірджинія. Населення — 1454 особи (2020).

## Географія
Вест-Ліберті розташований за координатами 40°10′0″ пн. ш. 80°35′48″ зх. д. / 40.16667° пн. ш. 80.59667° зх. д. (40.166694, -80.596640).  За даними Бюро перепису населення США в 2010 році місто мало площу 1,76 км², з яких 1,76 км² — суходіл та 0,00 км² — водойми. В 2017 році площа становила 2,83 км², з яких 2,83 км² — суходіл та 0,00 км² — водойми.

## Демографія
Згідно з переписом 2010 року, у місті мешкали 1542 особи в 243 домогосподарствах у складі 119 родин. Густота населення становила 877 осіб/км².  Було 263 помешкання (150/км²).
Расовий склад населення:
| - 94,3 % — білих - 3,2 % — чорних або афроамериканців - 0,3 % — азіатів |

До двох чи більше рас належало 2,0 %. Частка іспаномовних становила 1,2 % від усіх жителів.
За віковим діапазоном населення розподілялося таким чином: 5,0 % — особи молодші 18 років, 90,8 % — особи у віці 18—64 років, 4,2 % — особи у віці 65 років та старші. Медіана віку мешканця становила 20,9 року. На 100 осіб жіночої статі у місті припадало 76,2 чоловіків;  на 100 жінок у віці від 18 років та старших — 75,0 чоловіків також старших 18 років.
Медіана доходів становила 38 750 доларів для чоловіків та 17 813 долари для жінок. За межею бідності перебувало 46,0 % осіб, у тому числі 41,3 % дітей у віці до 18 років та 0,0 % осіб у віці 65 років та старших.
Цивільне працевлаштоване населення становило 901 осіб. Основні галузі зайнятості: освіта, охорона здоров'я та соціальна допомога — 39,0 %, мистецтво, розваги та відпочинок — 29,4 %, роздрібна торгівля — 14,9 %, науковці, спеціалісти, менеджери — 3,4 %.